# 家計診断 おすすめ悠々ライフ
『家計診断 おすすめ悠々ライフ』（かけいしんだん おすすめゆうゆうライフ）は、NHK総合テレビジョン・NHKワールドで2006年4月8日から2009年3月14日まで放送された経済情報番組である。

## 概要
一般家庭や職場を訪ね身近な家計に関する悩みを聞き、それぞれの世代・家族に合ったライフプランを専門家がわかりやすく解説する。

## 放送時間
- 土曜日 9:00 - 9:29（生放送）
2007年3月まではNHKワールドTVで9:25 - 9:54の時差放送を行った（番組改編により終了）。
NHKワールド･プレミアムはこれまで総合テレビと同時放送を行ったが、2008年10月からは10:10 - 10:39の時差放送に変更される。

## 司会
- 森本健成（2006年4月 - 2007年3月）
- 松本和也（2007年4月 - 2008年3月）
- 石澤典夫（2008年4月 - 2009年3月）

## パネラー
- カラテカ
- クワバタオハラ
- ハリガネロック
- 柳家喬太郎

2008年9月27日放送分の「どう備える？マンション老朽化」（マンション建替・補修関連）は最も重要性の高い内容であるためか上記のパネラーの登場はいずれもなく、NHKアナウンサー（塚原泰介）がリポーターとして担当した（この内容は2009年1月31日にも再放送された）。